# Shen Xinggong
 (septembre 2013).
Shen Xinggong (沈行工) est un peintre chinois du XXe siècle, né en 1943.

## Biographie
En 1981, Shen Xinggong obtient le diplôme d'études supérieures de l'académie d'art de Nankin qu'il dirige par la suite de 1984 à 1990 et dont il est professeur permanent.

En 1986, il séjourne au Japon et en 1987 aux États-Unis. C'est comme invité qu'il est aussi professeur à l'université de Nanyang de Singapour.